# Тулєшова Данелія Олександрівна
Данелія Олександрівна Тулєшова (нар. 18 липня 2006, Астана, Казахстан) — казахстанська співачка, переможниця четвертого сезону «Голос. Діти» на «1+1», володарка призу глядацьких симпатій на «Дитячій Новій хвилі» 2015, представниця Казахстану на «Дитячому Євробаченні-2018», де зайняла шосте місце.

## Навчання
Данелія Тулешова навчається у фізико-математичній школі № 56 міста Астана. Дуже любить математику. Займається казахською і англійською мовами, сучасними танцями. Бере участь в шкільних олімпіадах з математики, англійської та казахської мов.
|  | За національністю Данелія казашка, як і її батьки. Спочатку її ім'я звучало як Данель (зерно землі в перекладі з казахської), але при оформленні свідоцтва допустили помилку, і Данель стала Данелією. Ім'я вийшло дуже сценічним. Напевно, це був знак», — повідомила мама Данелії. |

## Творчість
Співає Данелія з дитинства, першим її музичний талант помітив тато. Він закінчив музичну школу по класу фортепіано. У мами гарні вокальні дані, обидва мають гарний слух.
2015 рік став успішним для юної співачки: вона стала перемагати на дитячих конкурсах — гран-прі і приз глядацьких симпатій на дитячому музичному конкурсі «Аялаган Астана -2015», приз глядацьких симпатій на «Дитячій Новій хвилі» 2015.
Однак дівчинка професійно почала займатись співами лише в 2016 році після зустрічі з педагогом по вокалу Наталією Чураковою. Співи почали приносити задоволення дівчинці, коли вона помітила прогрес. Також величезний вплив на розвиток її вокальних даних надав педагог Жанбол Тулешов, який працював над дикцією і виправленням точкових помилок у вокалі.

### Дуети з відомими співачками

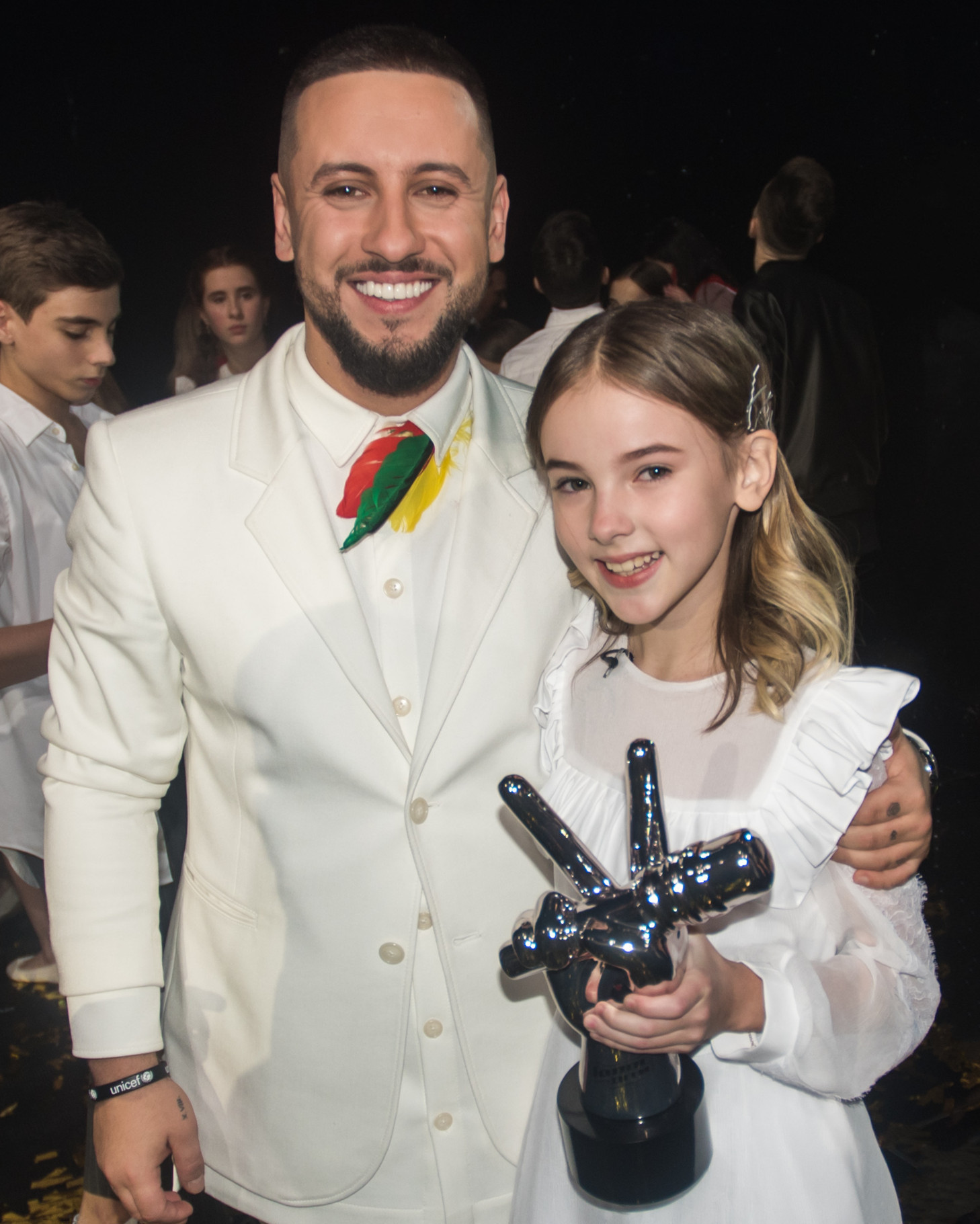
Дмитро Монатик та Тулєшова на Голос. Діти, 2017

Данелія Тулєшова на «Дитячій Новій хвилі» виступила разом із співачкою Жасмін. Разом вони виконали проникливу пісню «Бережіть рідних». Крім цього, дівчинка заспівала разом зі співачкою Нюшею. У 2016 році вона виступала разом з російською співачкою Валерією в концерті «Різдвяна пісенька», виконавши пісню «Маленький літак».

### Дитячий пісенний конкурс Євробачення 2018
Восени 2018 року стало відомо, що Данелія стала представницею Казахстану на Дитячому пісенному конкурсі Євробачення 2018, яке відбудеться 25 листопада в Мінську, Білорусь.  ЇЇ конкурсна пісня називається «Ózińe sen / Seize the time».

## Хобі
Крім співу, у вільний час Данелія любить знімати відеоролики, робити слайм (іграшки з вузького желеподібного матеріалу), малювати оригінальні малюнки, організовувати домашні концерти. Два роки займалася спортивно-бальними танцями, завойовувала перші місця на змаганнях.

## Родина
- Батько — Олександр Тулєшов;
- Мама — Олена Тулєшова (домогосподарка);
- Брат Тимур (молодший);
- Сестра Амелі (молодша).

## Дискографія

### Відеокліпи
- «Космос» (2016)[7]

## Нагороди
- 2015 — гран-прі і приз глядацьких симпатій на дитячому музичному конкурсі «Аялаган Астана -2015» (Казахстан);
- 2017 — перемога на вокальному талант-шоу «Голос. Діти» на телеканалі «1+1».

## Галерея

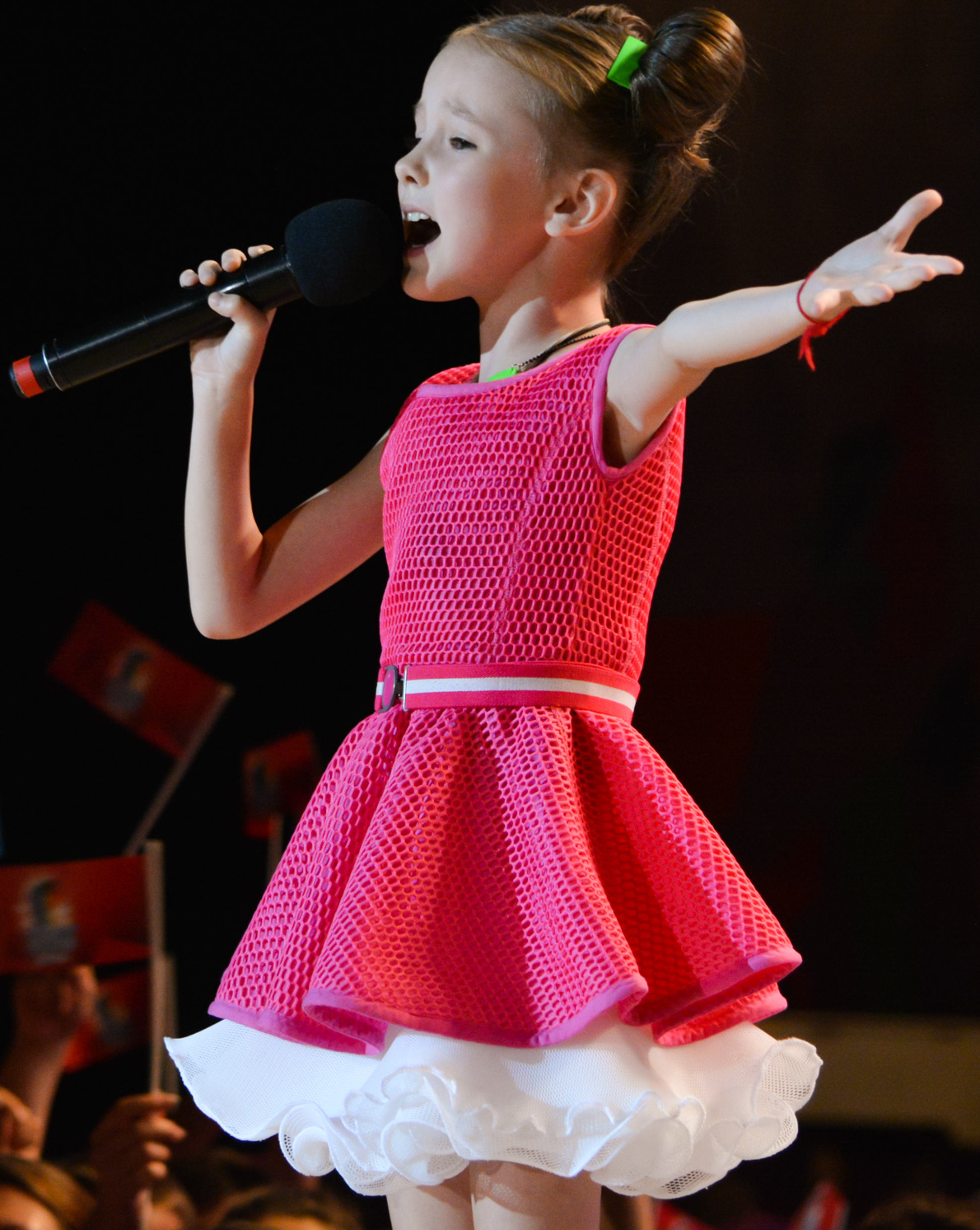
Нова Хвиля-2015
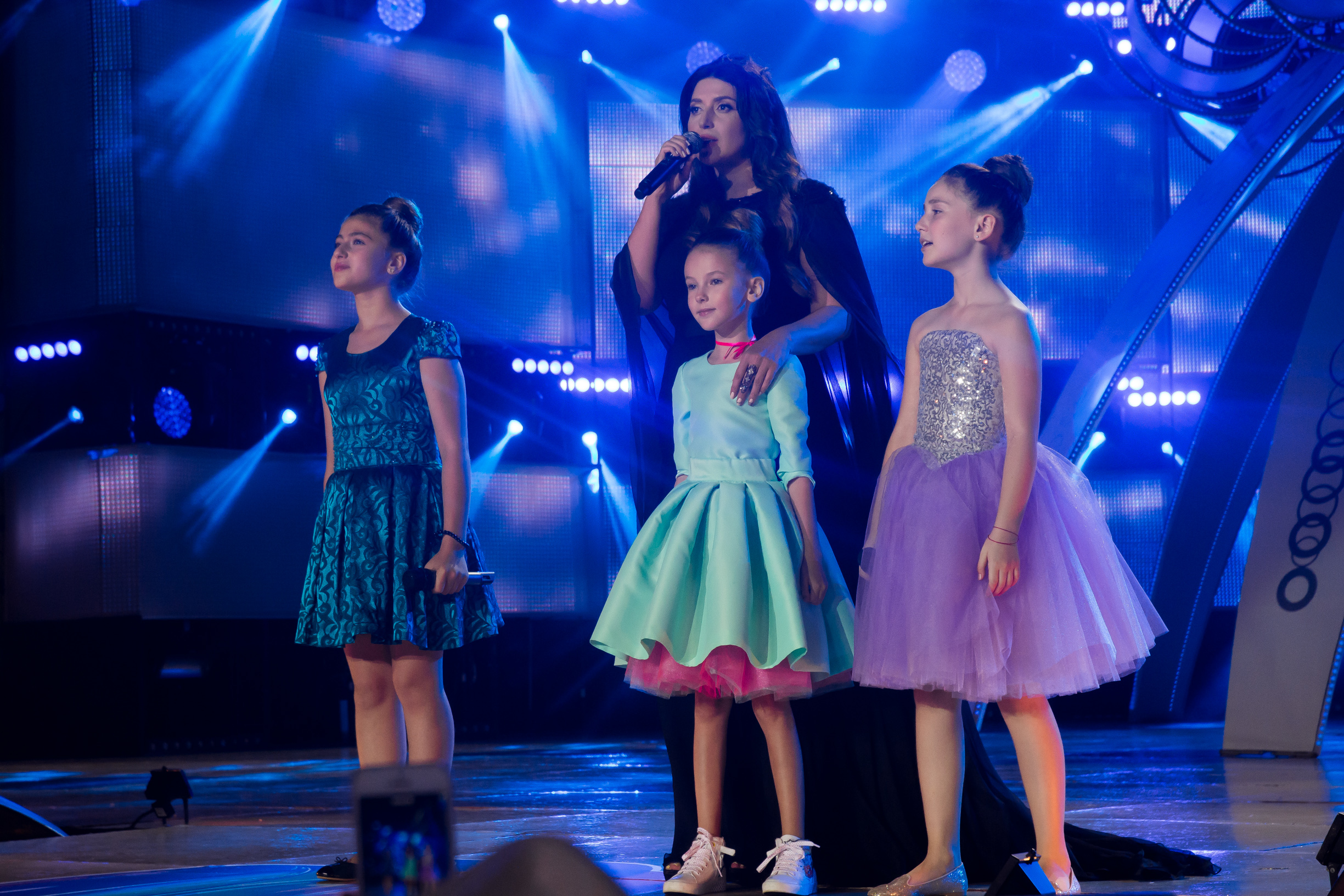
Жасмін, Данелія, Мері Кочарян та Еріка Мустяце у 2016 році
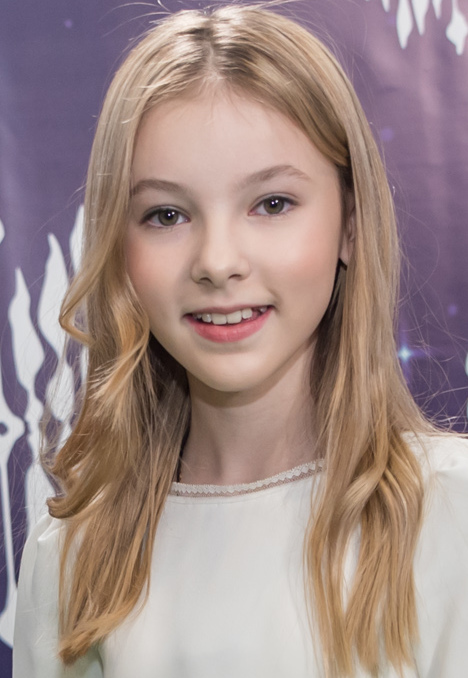
Дитяче Євробачення 2018 (збільшене фото)
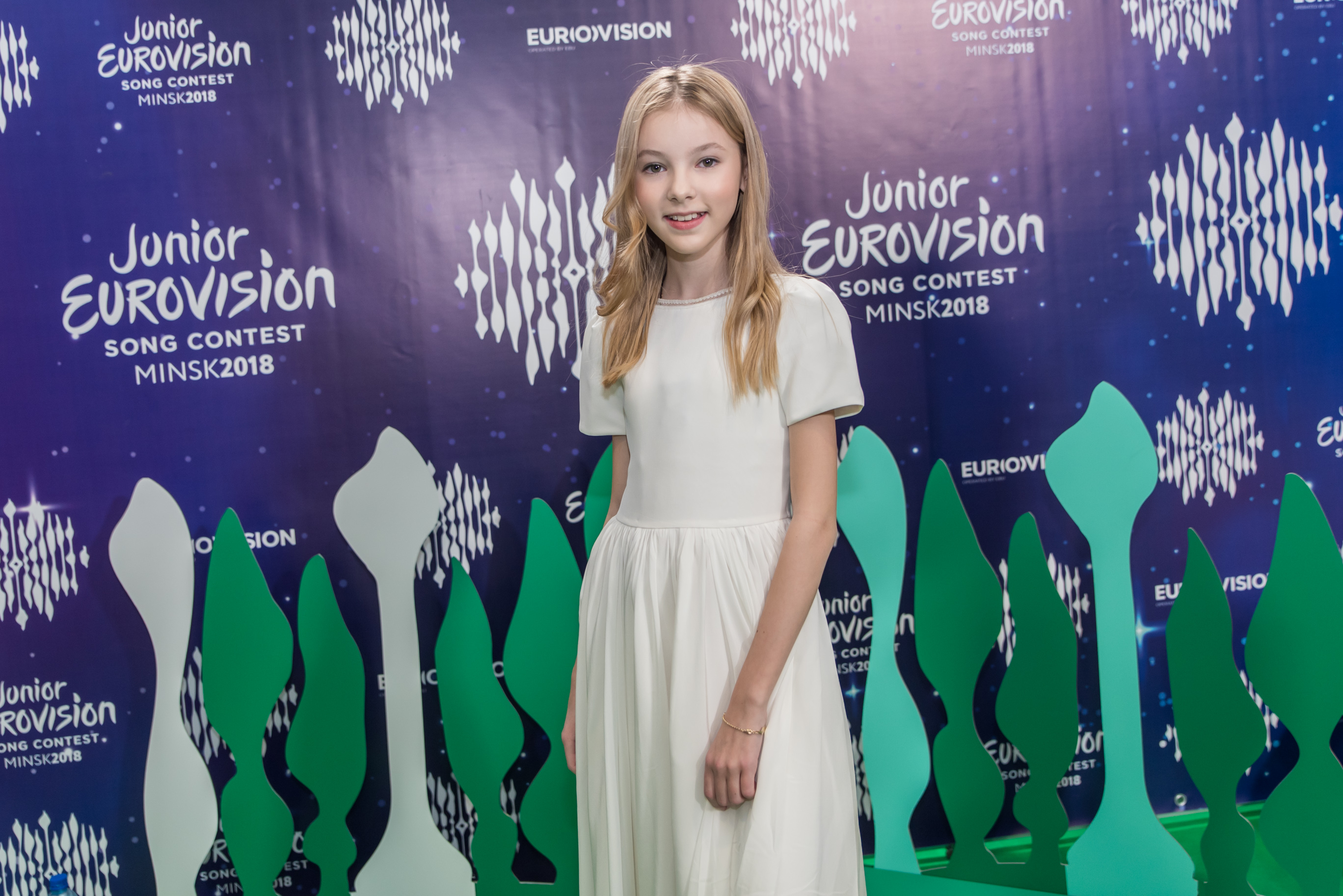
Дитяче Євробачення 2018

## Відео
- Данэлия Тулешова «Не твоя війна» — фінал — Голос. Дети 4 сезон, виступ у фіналі «Голос. Діти» 17 грудня 2017 року (YouTube)
- Данэлия Тулешова «Spectrum» — финал — Голос. Дети 4 сезон, виступ у фіналі «Голос. Діти» 17 грудня 2017 року («1+1»)
- Детская Новая Волна — Жасмин, Данелия Тулешова, Мэри Кочарян, Эрика Мустяцэ — Берегите родных, дует з Жасмін (YouTube)
- Валерия и Данелия Тулешова « Маленький самолёт»"(Рождественская Песенка Года 2016), дует з Валерією (YouTube)